# Championnats de France de cyclisme sur route 2020
Les championnats de France de cyclisme sur route 2020 se déroulent du 21 au 23 août 2020, pour les épreuves élites à Grand-Champ et Locminé, et du 22 au 25 octobre 2020 à Gray pour les épreuves jeunes.
Cette édition était initialement prévue du 18 au 21 juin, en raison de l'avancement du Tour de France 2020, en vue des Jeux olympiques d'été de 2020 à Tokyo. Pour cause de Pandémie de Covid-19, les Jeux olympiques sont reprogrammés en 2021 et le Tour de France fin août 2020.
La commune de Plumelec, qui devait accueillir cette année les Championnats, annonce le 16 juin qu'elle retire sa candidature, après un vote du conseil municipal, effectué la veille. La commune de Grand-Champ se porte candidate et se voit officiellement attribuer l'organisation, le 6 juillet, par la FFC. 
Les championnats d'Europe sont organisés dans la foulée à Plouay du 24 au 28 août.

## Podiums

### Hommes
| Épreuves                    | Or               | Argent            | Bronze             |
| --------------------------- | ---------------- | ----------------- | ------------------ |
| Course en ligne - élites    | Arnaud Démare    | Bryan Coquard     | Julian Alaphilippe |
| Contre-la-montre - élites   | Rémi Cavagna     | Benjamin Thomas   | Bruno Armirail     |
| Course en ligne - amateurs  | Jason Tesson     | Émilien Jeannière | Clément Jolibert   |
| Contre-la-montre - amateurs | Émilien Viennet  | Clément Carisey   | Julien Souton      |
| Course en ligne - espoirs   | Axel Zingle      | Florian Dauphin   | Matis Louvel       |
| Contre-la-montre - espoirs  | Thomas Delphis   | Quentin Bezza     | Kévin Vauquelin    |
| Course en ligne - juniors   | Romain Grégoire  | Bastien Tronchon  | Antonin Souchon    |
| Contre-la-montre - juniors  | Eddy Le Huitouze | Enzo Paleni       | Pierre Gautherat   |
| Course en ligne - cadets    | Mathis Pichon    | Thibaud Gruel     | Paul Mathieu       |

### Femmes

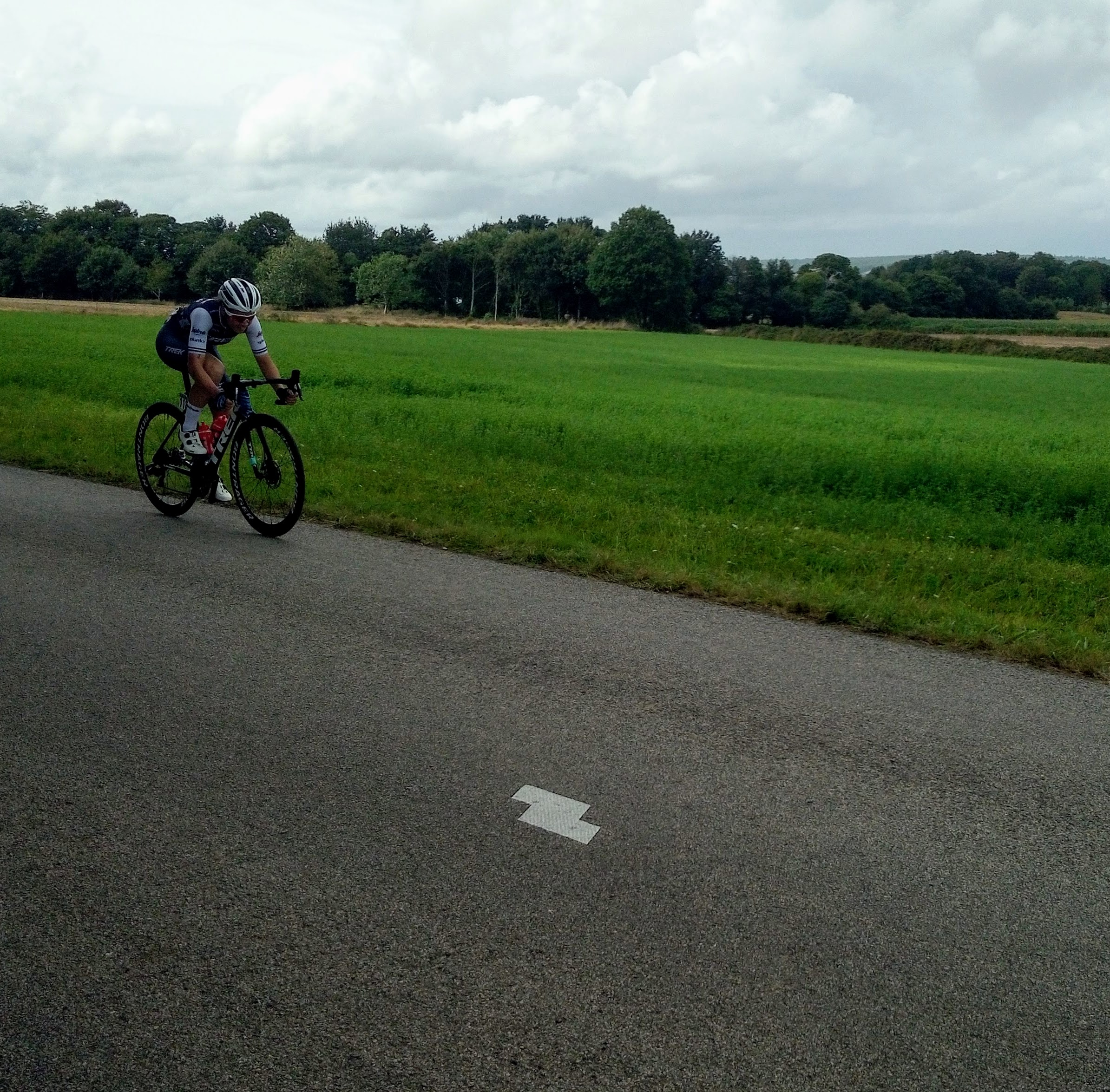
Audrey Cordon-Ragot a moins d'un kilomètre de la ligne d'arrivée pour sa victoire.

| Épreuves                           | Or                     | Argent                  | Bronze           |
| ---------------------------------- | ---------------------- | ----------------------- | ---------------- |
| Course en ligne - élites           | Audrey Cordon-Ragot    | Gladys Verhulst         | Clara Copponi    |
| Contre-la-montre - élites          | Juliette Labous        | Audrey Cordon-Ragot     | Aude Biannic     |
| Course en ligne - espoirs          | Laura Asencio          | Marie Le Net            | Victoire Berteau |
| Contre-la-montre - espoirs         | Juliette Labous        | Typhaine Laurance       | Marie Le Net     |
| Course en ligne - juniors          | Coline Raby            | Flavie Boulais          | Marie Camemen    |
| Contre-la-montre - juniors         | Mathilde Demontreuille | Marie Morgane-Le Deunff | Charlotte Allard |
| Course en ligne - minimes/cadettes | Julie Bego             | Elyne Roussel           | Églantine Rayer  |